# 첫사랑 (2010년 영화)
첫사랑(A Little Thing Called Love, First Love)은 태국에서 제작된 푸티퐁 폼사카 나-사콘나콘, 와신 폭퐁 감독의 2010년 코미디, 멜로/로맨스 영화이다. 핌차녹 류위셋파이분 등이 주연으로 출연하였고 파니아 니란콜 등이 제작에 참여하였다.

## 출연

### 주연
- 핌차녹 류위셋파이분
- 마리오 마우러

### 조연
- 아차라나트 아리야릿위콜
- 카차마크 프롬사카 나 스콜나콘